# Hardinghen
Hardinghen és un municipi francès, situat al departament del Pas de Calais i a la regió dels Alts de França. L'any 1999 tenia 1.008 habitants.

## Situació
Hardinghen es troba al nord del departament del Pas de Calais. Està a prop d'altres comunes com ara Hermelinghen. Els nens d'Hermelinghen van a l'escola a Hardinghen.

## Administració
Hardinghen es troba al cantó de Guînes, que al seu torn forma part del districte de Calais. L'alcalde de la ciutat és Didier Devin (2001-2008).